# Cobra and Phases Group Play Voltage in the Milky Night
Cobra and Phases Group Play Voltage in the Milky Night – album studyjny brytyjskiej formacji Stereolab, wydany w październiku 1999. Płyta zdradza silne zainteresowanie jazzem i muzyką eksperymentalną, pozostawiając charakterystyczne popowe wokale Sadier i Hansen z poprzednich płyt. Tytuł albumu wiąże się z dwoma surrealistycznymi grupami artystycznymi, „Cobrą” i „Phases Group” (wiele wątków twórczości Stereolab łączy się z tym gatunkiem). Z albumu pochodził singiel The Free Design, wydany na EP pod takim tytułem.

## Lista utworów
Twórcami wszystkich utworów są Tim Gane, Laetitia Sadier
1. „Fuses” – 3:40
2. „People Do It All the Time” – 3:42
3. „The Free Design” – 3:47
4. „Blips, Drips and Strips” – 4:28
5. „Italian Shoes Continuum” – 4:36
6. „Infinity Girl” – 3:56
7. „The Spiracles” – 3:40
8. „Op Hop Detonation” – 3:32
9. „Puncture in the Radax Permutation” – 5:48
10. „Velvet Water” – 4:24
11. „Blue Milk” – 11:29
12. „Caleidoscopic Gaze” – 8:09
13. „Strobo Acceleration” – 3:55
14. „The Emergency Kisses” – 5:53
15. „Come and Play in the Milky Night” – 4:38
16. „Escape Pod” (Import bonus)
17. „With Friends Like These” (Import bonus)
18. „Les Aimies Des Memes” (Import bonus)

Dodatkowy utwór „Galaxidion” pojawił się jedynie na japońskiej edycji.

## Twórcy
- Mark Bassey – overdubbing
- Colin Crawley – overdub
- Fulton Dingley – producent muzyczny, inżynier dźwięku, miksowanie
- Tim Gane –organy, gitara, perkusja, fortepian, wokal, klawinet, wurlitzer, elektryczny klarnet
- Mary Hansen – organy, gitara, perkusja, fortepian, wokal, klawinet, wurlitzer, elektryczny klarnet
- Sophie Harris – instrumenty strunowe
- William Hawkes – instrumenty strunowe
- Kev Hopper – piła
- Simon Johns – gitara basowa
- Morgane Lhote – keyboard
- Rob Mazurek – kornet
- John McEntire – perkusja, keyboard, Producent muzyczny
- Ramsay Morgan – organy, gitara, perkusja, fortepian, wokal, klawinet, wurlitzer, elektryczny harpsichord
- Dominic Murcott – marimba (elektroniczna)
- Jacqueline Norrie – instrumenty strunowe
- Sean O'Hagan – organy, gitara akustyczna, gitara basowa, fortepian, harpsichord, klawinet, aranżacje instrumentów dętych
- Jim O’Rourke – Bass, Guitar, Percussion, Keyboards, Producer, String Arrangements
- Andy Ramsay - perkusja, programowanie
- Andy Robinson – overdub
- Steve Rooke – mastering
- Laetitia Sadier - wokal
- Steve Waterman – overdub
- Brian G. Wright – instrumenty strunowe